# Betonprisma
Betonprisma ist eine seit 1964 erscheinende Fachzeitschrift für Architektur. Das Magazin befasst sich neben Architektur mit Kunst, Kultur, Design, Industrie und Bauwirtschaft.

## Geschichte
Herausgeber der zweimal jährlich erscheinenden Zeitschrift ist Michael Buchmann. Die Fachzeitschrift dokumentiert die Architektur und Entwicklungen des Bauens mit Beton und ist an Architektur- und Baukultur-Interessierte gerichtet. Es handelt sich um die Schriftenreihe des Bundesverbandes der Deutschen Zementindustrie e.V.

## Redakteure
- Axel Buether (* 1967), Medienwissenschaftler, Wahrnehmungspsychologe und Architekt
- Oliver Herwig (* 1967), Moderator und Journalist
- Katharina Mayer (* 1958), Fotografin und Videokünstlerin
- Carl Richard Montag (* 1929), Architekt und Ingenieur
- Honke Rambow (* 1968), Schriftsteller, Publizist und Musiker